# Hydrophylax bahuvistara
Espèce
Hydrophylax bahuvistara est une espèce d'amphibiens de la famille des Ranidae.

## Répartition
Cette espèce est endémique d'Inde. Elle se rencontre au Karnataka, à Goa, au Maharashtra et au Madhya Pradesh.

## Description
Les mâles mesurent de 33,7 à 73,3 mm et les femelles de 39,7 à 80,1 mm.

## Publication originale
- Padhye, Jadhav, Modak, Nameer & Dahanukar, 2015 : Hydrophylax bahuvistara, a new species of fungoid frog (Amphibia: Ranidae) from peninsular India. Journal of Threatened Taxa, vol. 7, p. 7744–7760 (texte intégral).